# G.B. Samuelson Productions
La G. B. Samuelson Productions è stata una casa di produzione britannica attiva all'epoca del cinema muto e agli inizi del sonoro. Dal 1914 al 1933, la società produsse una settantina di pellicole. Venne fondata da G.B. Samuelson che non fu solo produttore ma anche regista e sceneggiatore di diversi film.
La compagnia produsse alcuni film anche sotto il nome British-Super films e Napoleon Films.

## Filmografia
- The Cause of the Great European War, regia di George Pearson (1914)
- Incidents of the Great European War, regia di George Pearson (1914)
- A Study in Scarlet, regia di George Pearson (1914)
- Christmas Day in the Workhouse, regia di George Pearson (1914)
- A Son of France, regia di George Pearson (1914)
- The Life of Lord Roberts, V.C., regia di George Pearson (1914)
- A Cinema Girl's Romance, regia di George Pearson (1915)
- The True Story of the Lyons Mail, regia di George Pearson (1915)
- Buttons, regia di George Pearson (1915)
- John Halifax, Gentleman, regia di George Pearson (1915)
- The Face at the Telephone, regia di L.C. MacBean e Fred Paul (1915)
- The Angels of Mons, regia di L.C. MacBean, Fred Paul (1915)
- Infelice, regia di L.C. MacBean, Fred Paul (1915)
- How Richard Harris Became Known as Deadwood Dick, regia di L.C. MacBean, Fred Paul (1915)
- Deadwood Dick's Vengeance, regia di L.C. MacBean, Fred Paul (1915)
- Deadwood Dick's Red Ally, regia di L.C. MacBean, Fred Paul (1915)
- Deadwood Dick Spoils Brigham Young, regia di L.C. MacBean, Fred Paul (1915)
- Deadwood Dick's Detective Pard, regia di L.C. MacBean, Fred Paul (1915)
- Deadwood Dick and the Mormons, regia di L.C. MacBean, Fred Paul (1915)
- The Dop Doctor, regia di L.C. MacBean, Fred Paul (1915)
- A Pair of Spectacles, regia di Alexander Butler (1916)
- The Valley of Fear, regia di Alexander Butler (1916)
- Just a Girl, regia di Alexander Butler (1916)
- The Girl Who Loves a Soldier, regia di Alexander Butler (1916)
- Nursie! Nursie!, regia di Alexander Butler (1916)
- Dr. Wake's Patient, regia di Fred Paul (1916)
- Milestones, regia di Thomas Bentley (1916)
- A Fair Impostor, regia di Alexander Butler (1916)
- The Sorrows of Satan, regia di Alexander Butler (1917)
- In Another Girl's Shoes, regia di G.B. Samuelson e Alexander Butler (1917)
- Little Women, regia di Alexander Butler (1917)
- My Lady's Dress, regia di Alexander Butler (1917)
- The Admirable Crichton, regia di G.B. Samuelson (1918)
- The Way of an Eagle, regia di G.B. Samuelson (1918)
- Tinker, Tailor, Soldier, Sailor, regia di Rex Wilson (1918)
- God Bless Our Red, White and Blue, regia di Rex Wilson (1918)
- The Man Who Won, regia di Rex Wilson (1918)
- Onward Christian Soldiers, regia di Rex Wilson (1918)
- The Elder Miss Blossom, regia di Percy Nash (1919)
- Faith (1919)
- Quinneys, regia di Herbert Brenon, Maurice Elvey e Rex Wilson (1919)
- Convict 99, regia di G.B. Samuelson (1919)
- The Bridal Chair, regia di G.B. Samuelson (1919)
- Linked by Fate, regia di Albert Ward (1919)
- Hope, regia di Rex Wilson (1919)
- Faith (1919)
- Charity, regia di Rex Wilson (1919)
- Gamblers All, regia di David Aylott (1919)
- Edge o' Beyond, regia di Fred W. Durrant (1919)
- A Member of Tattersall's, regia di Albert Ward (1919)
- The Right Element, regia di Rex Wilson (1919)
- Damaged Goods, regia di Alexander Butler (1919)
- The Husband Hunter, regia di Fred W. Durrant (1920)
- The Last Rose of Summer, regia di Albert Ward (1920)
- At the Mercy of Tiberius, regia di Fred LeRoy Granville (1920)
- A Temporary Gentleman, regia di Fred W. Durrant (1920)
- The Ugly Duckling, regia di Alexander Butler (1920)
- The Night Riders, regia di Alexander Butler (1920)
- Nance, regia di Albert Ward (1920)
- David and Jonathan, regia di Alexander Butler (1920)
- Aunt Rachel, regia di Albert Ward (1920)
- The Winning Goal, regia di G.B. Samuelson (1920)
- All the Winners, regia di Geoffrey Malins (come Geoffrey H. Malins) (1920)
- The Honeypot, regia di Fred LeRoy Granville (1920)
- The Pride of the Fancy, regia di Richard Garrick e Albert Ward (1920)
- Mr. Pim Passes by, regia di Albert Ward (1921)
- The Magistrate, regia di Bannister Merwin (1921)
- For Her Father's Sake, regia di Alexander Butler (1921)
- Tilly of Bloomsbury, regia di Rex Wilson  (1921)
- The Game of Life, regia di G.B. Samuelson (1922)
- Mrs. Thompson, regia di Rex Wilson (1923)
- Threads, regia di G.B. Samuelson (1932)
- The Callbox Mystery, regia di G.B. Samuelson (1932)
- Collision, regia di G.B. Samuelson (1932)